# 指定較正機関
指定較正機関（していこうせいきかん）は、無線設備の点検に用いる測定器の較正を行う事業者である。
引用の促音の表記は原文ママ

## 定義
電波法第102条の18に「無線設備の点検に用いる測定器その他の設備であつて総務省令で定めるもの（以下この条において「測定器等」という。）の較正は、機構がこれを行うほか、総務大臣は、その指定する者（以下「指定較正機関」という。）にこれを行わせることができる。」とある。
この総務省令とは測定器等の較正に関する規則（以下、「較正規則」と略す。）の、「機構」とは情報通信研究機構のことである。

## 概要
電波法24条の2第4項第2号には「別表第2に掲げる測定器その他の設備であつて、次のいずれかに掲げる較正又は校正（中略）を受けたもの（その較正等を受けた日の属する月の翌月の1日から起算して1年以内のものに限る。）を使用して無線設備の点検を行うものであること。」とある。
同条は「検査等事業者の登録」について規定するもので、
登録検査等事業者等規則に規定する登録検査等事業者等は所要の測定器について較正を計画することが要件の一つとされている。
この較正を情報通信研究機構と同等に実施できるとして総務大臣が指定した事業者のことである。
登録検査等事業者等以外にも経緯に述べるように2004年（平成16年）以降、電波法および電気通信事業法に規定する様々な登録事業者は、測定器の較正を計画することが登録の要件とされ、登録検査等事業者等（前身を含む。）に関する規定が準用されている。

## 経緯
1998年（平成10年）の較正規則の制定は、
同時に制定された無線局認定点検事業者規則（登録検査等事業者等規則の制定時の名称）に規定する無線局認定点検事業者（国内で点検のみを行う登録検査等事業者等に相当）に、測定器の較正の計画が認定の要件の一つとされたことによる。
以後、2011年（平成23年）の登録検査等事業者等規則に規定する登録検査等事業者等

に至るまで認定又は登録の要件の一つとされることはかわらず、較正規則が参照され、指定較正機関による較正を利用することができる。
また、電波法又は電気通信事業法に規定する次の事業者は、測定器の較正を計画することが登録の要件の一つとされ、これらの事業者も指定較正機関による較正を利用することができる。
- 技術基準適合証明の登録証明機関[3]
- 技術基準適合認定の登録認定機関[4]
- 登録修理業者[5][6]

## 実際
対象
対象となる測定器は較正規則別表第1号に規定する次のものである。
- 周波数計
- スペクトル分析器
- 電界強度測定器
- 高周波電力計
- 電圧電流計
- 標準信号発生器
- 周波数標準器

表示
指定較正機関が較正した測定器には、較正規則別表第2号による表示をする。
この表示には郵便記号（〒マーク）が含まれている。
較正員
較正規則第11条により、指定較正機関には較正員を置かなくてはならない。要件は次のいずれか。
- 大学又は高等専門学校で無線通信工学を履修した卒業者
- 第一級総合無線通信士、陸上無線技術士又は第一級海上無線通信士

公示
較正規則第17条により、較正機関の指定および休廃止の公示は、官報で告示される。

## 指定較正機関一覧
2018年（平成30年）8月9日現在
- テレコムエンジニアリングセンター　平成9年11月21日指定
- キーサイト・テクノロジー　平成26年7月9日指定
- インターテック ジャパン　平成30年5月9日指定
- 日本品質保証機構　平成30年7月20日指定